# Equilíbrio reflexivo
Equilíbrio reflexivo é um estado de equilíbrio ou coerência entre um conjunto de crenças, obtido a partir de um processo de ajuste mútuo e deliberativo entre princípios gerais e juízos particulares. Ou seja, é o estado em que os juízos morais de um indivíduo estão alinhados com seus princípios. Embora ele não tenha utilizado o termo, o filósofo Nelson Goodman introduziu o método do equilíbrio reflexivo como uma abordagem com a finalidade de justificar os princípios da lógica indutiva  (atualmente conhecido como método de Goodman).  O termo equilíbrio reflexivo foi cunhado pelo filósofo político John Rawls e popularizado em sua obra Uma Teoria da Justiça como um método para determinar os princípios da justiça.
O filósofo Dietmar Hübner[erro {{ill}}] destacou que há várias interpretações do equilíbrio reflexivo que divergem do método Rawls de maneiras que diminuem a coerência da ideia. De acordo com Hübner, entre tais interpretações equivocadas há definições do equilíbrio reflexivo como "(a) equilibrar explicações teóricas contra convicções intuitivas; (b) equilibrar conceitos éticos opostos ou afirmações morais divergentes".

## Visão geral
Rawls defende que os seres humanos possuem um "senso de justiça" que é fonte tanto de juízo moral quanto de motivação moral. Na teoria de Rawls, partimos dos "juízos ponderados" que emergem do senso de justiça. Podem ser juízos sobre princípios morais gerais (de qualquer nível de generalidade) ou casos morais específicos. Se nossos juízos conflitarem de alguma forma, procedemos ajustando nossas várias crenças até que elas estejam em "equilíbrio", ou seja, estáveis, livres de conflito e oferecendo orientação prática consistente. Rawls sustenta que um conjunto de crenças morais em equilíbrio reflexivo ideal descreve ou caracteriza os princípios subjacentes do senso humano de justiça.
Por exemplo, suponha que Zachary acredita no princípio geral de sempre obedecer aos mandamentos da Bíblia. Suponhamos também que ele considera que apedrejar pessoas até a morte apenas por elas serem wiccanas não seja ético. Essas perspectivas podem entrar em conflito (veja Êxodo 22:18 em comparação com João 8:7). Caso isso ocorra, Zachary terá várias opções. Ele pode desconsiderar seu princípio geral para adotar um melhor, como obedecer apenas aos Dez Mandamentos; ou modificar seu princípio geral ao escolher uma diferente tradução da Bíblia, ou deixar que o ensinamento de Jesus em João 8:7 "Aquele que dentre vós estiver sem pecado seja o primeiro que lhe atire a pedra", anule o mandamento do Antigo Testamento; ou mudar suas opiniões sobre a questão em pauta para se conformar com sua teoria, decidindo que as bruxas realmente devem ser mortas. Independentemente de sua decisão, ele avançou em direção ao equilíbrio reflexivo.

## Uso na teoria política de Rawls
O equilíbrio reflexivo desempenha uma função justificatória importante na teoria política de Rawls. No entanto, a natureza desta função é contestada. A perspectiva dominante, melhor exemplificada pelos trabalhos de Norman Daniels e Thomas Scanlon, é que o método do equilíbrio reflexivo é um tipo de método coerentista para a justificação epistêmica de crenças morais. Entretanto, em outros textos, Rawls parece defender que sua teoria contorna questões metaéticas tradicionais, incluindo questões de epistemologia moral e, em vez disso, busca desempenhar uma função prática. Isso oferece motivação para uma perspectiva diferente do papel justificador do equilíbrio reflexivo. Nessa perspectiva, o método do equilíbrio reflexivo desempenha sua função justificatória ao vincular os aspectos cognitivos e motivacionais do senso humano de justiça na maneira apropriada.
Rawls defende que, a menos que os princípios da justiça sejam comprovados como estáveis, eles não podem ser justificados. Os princípios de justiça serão estáveis se, entre outras coisas, os membros da sociedade os considerem autoritativos e os sigam de maneira confiável. O método de equilíbrio reflexivo determina um conjunto de princípios enraizados no senso humano de justiça, que é uma capacidade que fornece o material para o processo do equilíbrio reflexivo e nossa motivação para aderir a princípios que julgamos moralmente razoáveis. O método do equilíbrio reflexivo serve o propósito de definir uma ordem social realista e estável, determinando um conjunto praticamente coerente de princípios que estejam ancorados corretamente na fonte de nossa motivação moral, de modo que estejamos dispostos a segui-los. De acordo com o cientista político Fred D'Agostino, os princípios estáveis da justiça exigirão assimilação considerável pelos membros da sociedade. O método do equilíbrio reflexivo oferece uma forma de estabelecer princípios que alcançarão o tipo de assimilação necessária para a estabilidade.
Embora Rawls permita pontos fixos provisórios, o equilíbrio reflexivo não é estático. Ele mudará à medida que o indivíduo considera suas opiniões sobre questões individuais ou explora as consequências de seus princípios. 
Rawls aplicou essa técnica à sua concepção de uma posição original hipotética a partir da qual as pessoas aceitariam um contrato social, concluindo que a teoria ideal da justiça é aquela que as pessoas aceitariam por trás de um véu de ignorância, sem saber suas posições sociais.

## Equilíbrio reflexivo amplo
O equilíbrio reflexivo amplo, inicialmente introduzido por Rawls, foi descrito por Norman Daniels como "um método que busca produzir coerência em conjuntos triplos ordenados de crenças mantidas por uma determinada pessoa, especificamente: (a) um conjunto de juízos morais ponderados, (b) um conjunto de princípios morais e (c) um conjunto de teorias de base relevantes (científicas e filosóficas)". 

## Relação ao construtivismo
O filósofo Kai Nielsen afirmou que "os filósofos que são defensores do equilíbrio reflexivo também são construtivistas", em resposta ao que ele via como o equívoco: a ideia de que o equilíbrio reflexivo funciona com algum sistema coerente necessariamente preexistente de crenças e práticas morais: 

O padrão de crenças consistentes, incluindo crenças morais centrais, não é uma estrutura a ser descoberta ou revelada, como se fosse análoga à "gramática profunda" latente da linguagem (se é que de fato existe tal coisa), porém algo a ser "forjado"—construído—por meio do uso cuidadoso e resoluto do método do equilíbrio reflexivo. Partimos de nossos juízos ponderados (convicções), ainda que sejam culturalmente e historicamente tendenciosos. Isso envolve—de fato, inevitavelmente envolve—ver as coisas a partir de nosso próprio ponto de vista. Por onde mais poderíamos começar? Não conseguimos simplesmente nos desprendermos de nossas peles culturais e históricas.

## Críticas
O filósofo Paul Thagard criticou o método do equilíbrio reflexivo como "nada mais que uma cortina de fumaça para uma forma relativamente sofisticada de relativismo lógico e metodológico" e, "na melhor das hipóteses, algo incidental ao processo de desenvolvimento de princípios normativos".  Entre os “inúmeros problemas” do equilíbrio reflexivo, Thagard incluiu “a dependência indevida na intuição e o risco de alcançar conjuntos de normas estáveis, porém subótimas”.  No lugar do equilíbrio reflexivo, Thagard propôs um método para justificar normas que ele considerava mais consequencialista. Esse método envolve identificar um domínio de práticas, as normas candidatas para essas práticas, os objetivos apropriados das práticas, avaliar até que ponto diferentes práticas atingem esses objetivos e adotar como normas de domínio as práticas que melhor atingem esses objetivos. 